# Barbara Bach
Barbara Bach, ursprungligen Goldbach, född 27 augusti 1947 i Queens i New York, är en amerikansk skådespelare. 
Bach är mest känd för sin roll som Anya Amasova (agent XXX) i Bondfilmen Älskade spion. Bach är gift med ex-beatlen Ringo Starr sedan 1981 och är liksom han vegetarian.

## Filmografi (filmer som haft svensk premiär)
- 1973 - Sista chansen - Emily
- 1977 - Älskade spion - major Anya Amasova
- 1978 - Styrka 10 från Navarone - Marika
- 1978 - Människojakt på djävulsön - Amanda Marvin
- 1978 - Robotkriget - Lady Agatha
- 1979 - Krokodilen - Alice Brandt
- 1980 - Källaren - Jennifer
- 1981 - Grottmannen - Lana